# João Francisco Benedito de Sousa Lancastre e Noronha
João Francisco Benedito de Sousa Lancastre e Noronha (m. 20 de setembro de 1808) foi um nobre português do final do século XVIII e começo do XIX, filho de Lourenço José de Brotas Lancastre e Noronha e Maria Francisca de Sousa, Marquesa das Minas. Foi o 10.º Conde do Prado e 7.º Marquês das Minas, na sucessão do irmão Francisco Benedito de Sousa Lancastre e Noronha. Foi sucedido por sua irmã Joana Bernarda de Sousa Lancastre e Noronha.